# Топологическая сопряжённость
В теории динамических систем, динамическая система {\displaystyle (X,f)} называется топологически сопряжённой динамической системе {\displaystyle (Y,g)}, если найдётся такой гомеоморфизм {\displaystyle h:X\to Y}, что {\displaystyle g\circ h=h\circ f}, или, что то же самое,
{\displaystyle g=h\circ f\circ h^{-1}.}
Иными словами, (непрерывная) замена координат {\displaystyle y=h(x)} превращает динамику итераций f на X в динамику итераций g на Y.

## Регулярность сопрягающего отображения
Даже в случае, когда X и Y — многообразия, а отображения f и g гладкие (или даже аналитические), отображение h достаточно часто оказывается всего лишь непрерывным. Так, гладкое сопряжение не может изменить значения мультипликаторов в неподвижной или периодической точке; напротив, для структурно устойчивых удвоения окружности или диффеоморфизма Аносова двумерного тора периодические точки всюду плотны, а типичное возмущение изменяет все эти мультипликаторы.
Впрочем, сопряжение гиперболических отображений оказывается гёльдеровым, а сопряжение гладких или аналитических диффеоморфизмов окружности с диофантовым числом вращения также оказывается, соответственно, гладким или аналитическим.
В случае, если отображение h оказывается гёльдеровым, ({\displaystyle C^{r}}-)гладким или аналитическим, говорят соответственно о гёльдеровой, ({\displaystyle C^{r}}-)гладкой или аналитической сопряжённости.